# Nicanor (general de Casandro)
Nicanor (/naɪˈkeɪnər/; en griego: Nικάνωρ:  Nīkā́nōr; ajusticiado en el 317 a. C.) fue un oficial macedonio yerno de Aristóteles que sirvió al diádoco Casandro. Llevó a cabo campañas para este en el Ática y en el Helesponto durante las primeras guerras de los Diádocos, pero lo hizo ejecutar cuando sospechó que maquinaba contra él.

## Carrera militar

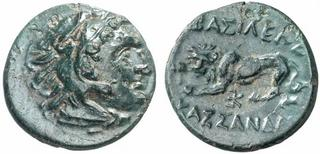
Un estatero de Casandro

Según A. B. Bosworth, Nicanor era hijo de Balacro y Fila, por lo que era yerno e hijo adoptivo de Aristóteles. Fue representante de Alejandro Magno en las Olimpiadas del 324 a. C.; en calidad de tal leyó una proclama en las que se ordenó a las ciudades-Estado griegas que recibiesen a aquellos que hubiesen desterrado.
Durante las guerras de los Diádocos, Nicanor fue oficial de Casandro, que lo envió tras la muerte de Antípatro en el 319 a. C. a sustituir a Menilo como jefe de la guarnición macedonia en Muniquia, en el Ática. Llegó a Atenas poco después de que el regente macedonio, Poliperconte, hubiese emitido un decreto que culpaba a Antípatro de los problemas que sufrían las ciudades-Estado griegas y que ordenaba la vuelta  de los exiliados contrarios a él. El decreto animó a muchos atenienses a librarse de la guarnición macedonia de Muniquia y de Nicanor. Cuando este participó en una asamblea ateniense en El Pireo, el general ateniense Dercilo propuso que lo detuviesen, pero Foción, que era del macedonio, intervino en su favor.
Cuando la Ekklesía ordenó a Foción que expulsase a Nicanor de Muniquia, este ronceó. Nicanor utilizó sus relaciones para entablar negociaciones con los atenienses, que reclamaban la marcha de la guarnición macedonia de Muniquia, según lo dispuesto por Poliperconte en su decreto. Nicanor dio falsas esperanzas a los atenienses. En vez de evacuar la plaza, tomó por sorpresa El Pireo, en el que apostó una recia guarnición. Declaró su intención de conservar ambos puestos para Casandro. La madre de Alejandro Magno, Olimpia, por entonces en buenas relaciones con el regente, mandó a Nicanor que retirase sus tropas, en vano. Tampoco lo logró Alejandro, hijo de Poliperconte que llegó al Ática en la primavera siguiente (318 a. C.) al frente de un ejército considerable. Poliperconte acusó de traición a Foción y este fue condenado a muerte junto con sus partidarios en mayo del 318 a. C. Sin embargo, el asalto que Poliperconte hizo contra El Pireo fracasó.
Casandro llegó poco después con una flota que le había dado Antígono; Nicanor le entregó El Pireo y Muniquia. Casandro lo envió al punto con la flota al Helesponto, donde se unió a las huestes de Antígono, mientras Poliperconte campeaba en el Peloponeso. En julio del 317 a. C., Nicanor fue derrotado por Clito, almirante de Poliperconte, en una batalla naval disputada en el Bósforo. Sin embargo, por la noche Antígono cruzó el estrecho, pasó a Europa y acometió al amanecer al enemigo; aniquiló al ejército de Clito mientras Nicanor sorprendía a la flota adversaria, a la que venció de manera aplastante. Poliperconte sufrió otro descalabro ante Megalópolis y sus aliados empezaron pasarse a las filas de su contrincante. Este conquistó Egina, Salamina y el castillo de Panacto, cercando poco a poco Atenas. Los atenienses, encabezados por Demetrio de Falero, se pasaron al bando de Casandro en el verano del 317 a. C.

## Muerte
La influencia de Nicanor creció tanto en razón de estos acontecimientos que Casandro empezó a sospechar que planeaba hacerse con el poder. En consecuencia, decidió desembarazarse de él. Lo apresó a traición y lo hizo ajusticiar, tras someterlo a un juicio ante el ejército macedonio.